# Illustration de mode

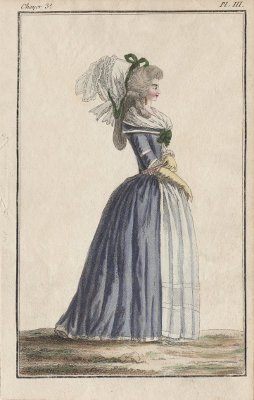
Gravure illustrant une revue de mode du XVIIIe siècle.

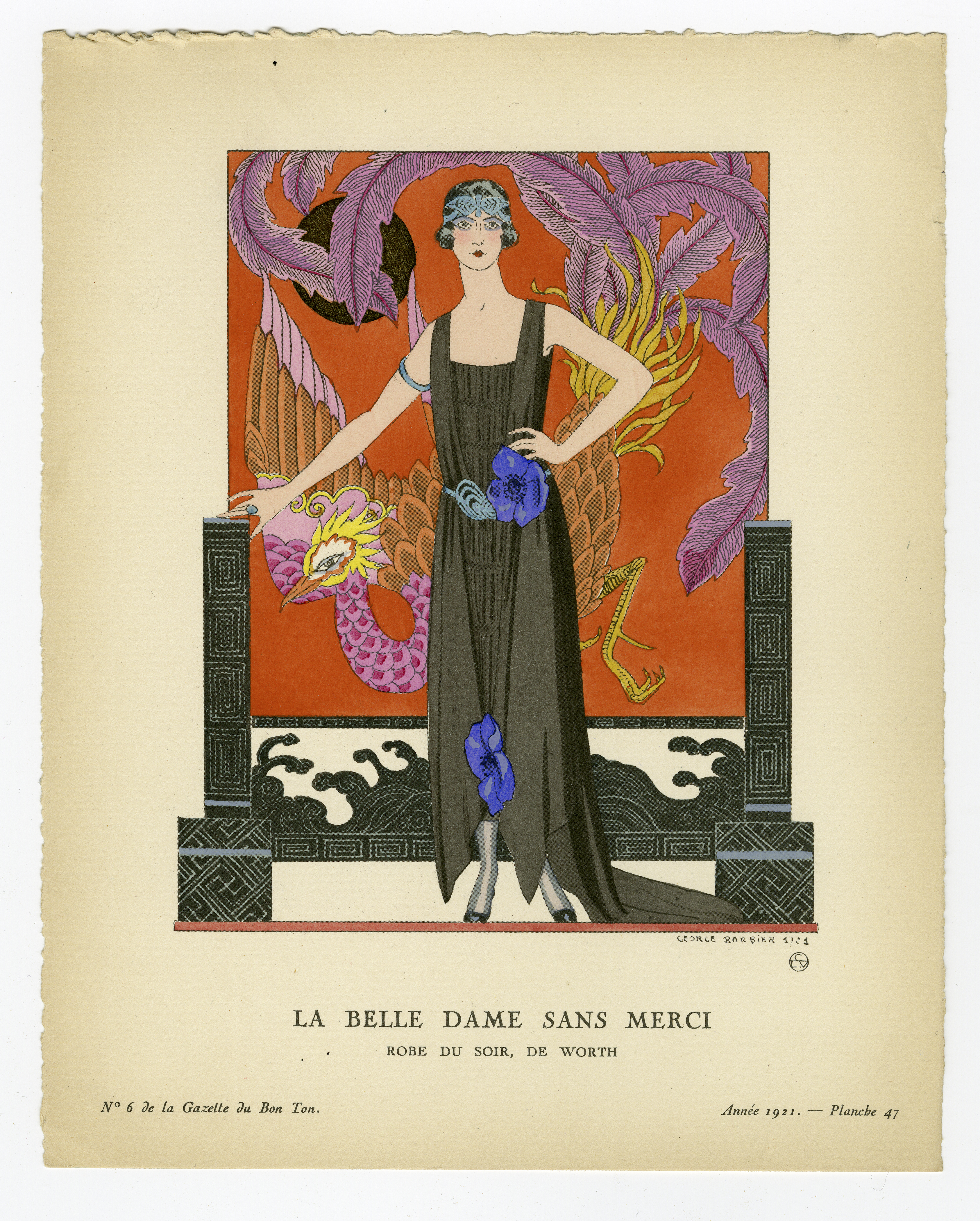

L'illustration de mode est une activité artistique consistant à représenter par le dessin des vêtements de mode destinés à la publication, par exemple dans un magazine de mode ou une affiche. Elle est déjà présente au XVIIe siècle à travers des gravures, ou dans un périodique comme le Mercure galant. Elle est réalisée par des peintres, dessinateurs et graveurs. Au XVIIIe siècle, estampes, almanachs et revues de mode sont les principaux supports. Au XIXe siècle, les dizaines de différentes revues de mode publiées, présentent une ou plusieurs illustrations. Très liée à la haute couture, l'illustration de mode connaît des décennies de gloire dès le début du XXe siècle où l'année 1908 avec la première publication du couturier Paul Poiret marque symboliquement le passage d'une illustration statique et datée à une illustration moderne, créative, innovante. Déjà omniprésente, elle connaît, des années 1930 à la fin des années 1950, son heure de gloire par les magazines et la publicité : les illustrateurs sont des artistes reconnus. Remplacée par la photographie de mode dont l'histoire la complète, elle finit par disparaitre presque totalement au début des années 1960, à l'exception notable de son représentant René Gruau ou de quelques résurgences tel que Antonio Lopez. De nos jours, l'illustration de mode se fait très rare dans la publicité ou les magazines, mais une nouvelle génération d'illustrateurs, aux environs des années 2000, perpétuent et renouvellent cet art.

## Historique

### Origines
L'illustration de mode, constituée de gravures ou d'eaux-fortes, est datée du XVIe siècle avec les grandes explorations et la découverte de nouveaux territoires : les collections sont alors constituées des costumes de plusieurs pays du monde.
Vers la fin du XVIIe siècle, les premiers journaux sont publiés, particulièrement en France alors sous le règne de Louis XIV, avec ce qui peut être considéré comme « les premières revues de mode ». Ces publications évoluent et culminent jusqu'à la fin du XVIIIe siècle. Paris, capitale de la mode, reste une référence pour ce qui est des illustrations. Après la Révolution, le centre des publications importantes passe de Paris à l'Allemagne puis en Angleterre, pays qui ont tendance à copier la production française. Le commencement de l'illustration de mode moderne, au départ par des artistes anonymes, est situé approximativement du début du XIXe siècle. La récente photographie de mode, naissante, est notablement inspirée des illustrations de mode de l'époque faites de poses figées dans des décors artificiels ; à la fin du XIXe siècle, la créativité de l'illustration dépasse celle de la photographie ; mais ces deux représentations de la mode sont encore, au début du XXe siècle, tournées vers le passé, avec des codes de l'habillement stricts : à l'exception de Charles Dana Gibson, l'illustration de mode est « moribonde sur le plan esthétique ». À cette époque, l'illustration de mode est vue plus comme un artisanat que comme une forme d'art pictural.

### Début de l'illustration moderne

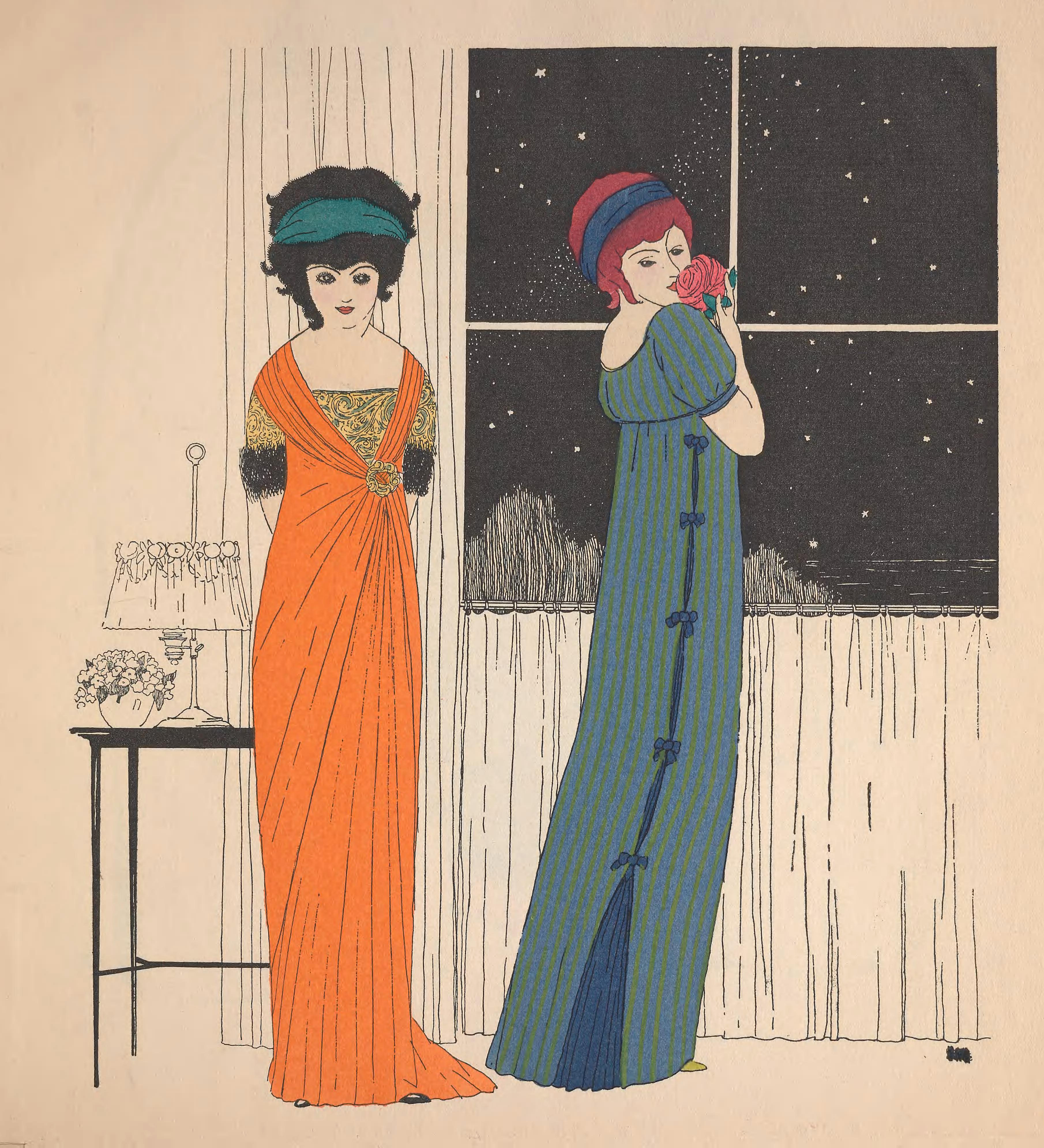
Illustration de mode réalisée en 1908 par Paul Iribe pour Paul Poiret dans la publication Les robes de Paul Poiret racontées par Paul Iribe.

Le peintre italien portraitiste, Giovanni Boldini est considéré par ses pairs comme l'un des premiers illustrateurs de mode, dont le nom est reconnu ; il sera une influence notable de la génération d'illustrateurs à venir avec Sargent. Le Journal des dames et des modes, revue élitiste, regroupe comme peintres, couturiers et écrivains, laissant une large place à l'illustration ; cette dernière est alors élaborée à partir de la technique picturale du pochoir : la peinture est appliquée couche par couche, couleur par couleur, à travers des plaques métalliques découpées. Le fauvisme apparait au début du siècle, suivi du cubisme, courants qu'on retrouve rapidement dans l'illustration de mode et qui vont la renouveler. En parallèle, l'Homme Arrow Collar (en), sous les traits de J.C. Leyendecker, est créé.
Avant la Première Guerre mondiale, Paris est la capitale de la mode, mais également de l'Art : peintres, poètes, décorateurs, compositeurs, gens de théâtre… s'y côtoient. La haute couture et le dessin de mode sont indissociables, à l'image de Paul Poiret s'octroyant les services du jeune Paul Iribe qui illustre de façon innovante Les robes de Paul Poiret racontées par Paul Iribe, puis de Georges Lepape trois ans plus tard pour Les Choses de Paul Poiret. La réalisation de Iribe fait entrer l'illustration au rang d'art, posant les bases des dessins du XXe siècle. Quelques années après Poiret, Jeanne Paquin sollicite Iribe, Lepape et Barbier pour réaliser un portfolio de ses créations. Dans cette effervescence sont crééEs de nombreuses revues. Lucien Vogel et Michel de Brunhoff fondent la Gazette du Bon Ton regroupant une nouvelle génération d'artistes, écrivains, et illustrateurs… Les arts décoratifs de l'époque, tel que l'Art nouveau, le cubisme, ou l'Art déco entre autres, entrent dans l'illustration qui est un reflet de l'époque ; l'inspiration des illustrateurs vient notablement du théâtre.

### Âge d'or
L'« École française » prend le pas sur les illustrateurs américains. Certains illustrateurs, à l'image de Drian, Benito, Pierre Simon, Erté, ou Christian Bérard deviennent particulièrement reconnus, les magazines américains Harper's Bazar ou Vogue, les français Femina ou L'Officiel, publient les plus grands noms du moment. Les magazines deviennent indispensables pour diffuser la mode. Le dessin de mode devient moins statique, n'ayant plus uniquement une approche artistique, mais également descriptive, et s'oriente vers le reportage : défilés, vie quotidienne, cocktails… sont fréquents, à l'image du travail de René Bouët-Willaumez. Au début des années 1930, la couleur apparait plus largement dans les illustrations de mode, tout d'abord dans l'édition américaine de Vogue que ce soit en couverture, puis dans les pages intérieures. Le mouvement des surréalistes entre dans les magazines de mode ; l'illustration évolue également vers un « nouveau réalisme » passant de sa forme démonstrative à une orientation plus artistique dont Eric en est le représentant. Mais la révolution de la photographie de mode va peu à peu bouleverser la place de l'illustration, chacun obtenant peu à peu son domaine de prédilection : la photographie aux articles de mode et l'illustration à la publicité. Malgré tout, la diffusion et l'influence des magazines de mode progressent, absorbant les courants artistiques de l'époque, la photographie en parallèle avec l'illustration vont profiter tous deux de ces évolutions.
La Seconde Guerre mondiale change les choses établies : certains illustrateurs vont se battre tel Francis Marshall, d'autres, comme Eric, René Bouët-Willaumez, Marcel Vertès, ou René Bouché plus tard, se rendent aux États-Unis. Bien que la publicité soit très restreinte, et la diffusion des magazines plus irrégulière, cette période laisse la place à de nouveaux venus. Après la Guerre, les choses ont changé : plusieurs illustrateurs renommés quelques années auparavant ont disparu des magazines, tel Christian Bérard, ou réapparaissent très épisodiquement comme Jean Pagès. Des nouveaux noms arrivent, comme Bernard Blossac qui excelle dans l'art du reportage illustré tout au long des années 1950 ou Andy Warhol au magazine Glamour. Un nouvel illustrateur se fait remarquer par son style dans ses publicités plus que ses parutions dans les magazines : René Gruau. Paris, avec sa haute couture symbolisée par Balenciaga ou Dior, domine le monde de la mode, mais l'illustration régresse au profit de la photographie ; « l'ère des illustrateurs de mode s'est achevée en 1939 ».

### Déclin
Tendance qui a débuté bien avant la Guerre, la période voit donc la restriction des budgets de l'illustration au profit de la photographie : les illustrateurs, qui ont, pour la plupart, tous travaillé soit pour la publicité, soit pour les spectacles, vont, ou retournent, de plus en plus vers ces domaines. Au milieu des années 1950, Kenneth Paul Block, avec sa technique de travail au fusain, intègre l'équipe d'une demi-douzaine d'illustrateurs du Women's Wear Daily ; il y restera 42 ans, jusqu'à la fermeture du service « Illustrations » du magazine professionnel. Dans les années 1960, le domaine de la mode est en pleine révolution : la capitale de la mode passe de Paris à Londres, le prêt-à-porter va bouleverser le vêtement dans les années à venir, le pop-art et le mouvement hippie influencent l'illustration de mode… La mort de René Bouché en 1963, que personne ne cherche à remplacer, marque symboliquement la fin de l'omniprésente illustration de mode au sein des magazines,,,. C'est une époque de vaches maigres, l'illustration de mode semblant réservée à la publicité, la lingerie, et les accessoires. La photographie règne pleinement ; les photographes de mode, à l'image de Richard Avedon ou d'Irving Penn par exemple, sont les maitres. L'illustration malmenée va se réfugier dans les magazines pour adolescentes : alternative moins couteuse que la photographie, elle sert à inspirer ou suggérer, loin des principes de la haute couture peu adaptée aux lectrices de ces publications. Il restera malgré tout quelques magazines de mode, surtout professionnels, pour publier les travaux des dessinateurs : International Textiles (en), L'Officiel de la mode, WWD, ou Sir conservent les services des meilleurs illustrateurs. Quelques rares artistes, dont Gruau mais aussi le jeune Antonio, considéré après sa mort comme « la quintessence du dessinateur de mode », subsistent notablement. Au début des années 1970 est lancé un nouveau magazine laissant une place à l'illustration : W.
À partir des années 1980, l'illustration de mode semble retrouver un tout petit peu de place au sein des publications,,. Le prolifique Antonio Lopez, avec son style toujours en avance de la mode et ses techniques variées, est au sommet de sa carrière, Tony Viramontes (en) est remarqué. La Mode en peinture, un magazine de mode d'avant-garde, entièrement illustré, parait,, ainsi qu'aux États-Unis la nouvelle version de Vanity Fair, ou la décennie suivante l'élitiste Visionaire (en) (décliné mensuellement en V) et ouvriront leurs pages à l'illustration, tout comme Wallpaper* dans un cadre plus large que la mode. Certains illustrateurs, tel le précurseur Jason Brooks (en), réalisent leurs créations sur ordinateur.

### Après 2000
Dans les années 2000, l'illustration semble retrouver une place notable dans le monde. David Downton, au départ un illustrateur aux sujets les plus variés et qui débute en 1966 auprès de la haute couture avant d’abandonner le sujet puis d'y revenir, se fait reconnaitre par son approche classique mais moderne de l'illustration de mode. Une nouvelle génération d'artistes, pour certains féminins, comme Tanya Ling (en) et son travail qualifié de « spontané », François Berthoud qui utilise des techniques difficiles pour ses illustrations, Mats Gustafson avec ses aquarelles et pastels, ou Jean-Philippe Delhomme qui s'est fait remarquer par la publicité ainsi que son travail avec les grands couturiers, est régulièrement publié. Les techniques utilisées mélangent procédés ancestraux et méthodes modernes.
Processus d'illustration de mode
Les designers utilisent des médiums tels que la gouache, le marqueur, le pastel et l'encre pour transmettre les détails des vêtements et le sentiment invoqué par l'artiste. Avec l'essor de l'art numérique, certains artistes ont commencé à créer des illustrations à l'aide d'Adobe Photoshop et digital art.

### Célèbres illustrateurs de mode actuels
- David Downton (1959–)
- Julie Verhoeven (en) (1969-)
- Hayden Williams (1991-)
- Elena Saets (1978-

### Célèbres illustrateurs de mode du passé
- Paul Iribe (1883–1935)
- George Barbier (1882-1932)
- Carl Erickson (1891–1958)
- 'Erté' Romain de Tirtoff (1892-1990)
- Christian Bérard (1902–1949)
- Max Hoff (1903 – 1985)
- Pierre Simon (1907-1999)
- Rene Gruau (1909–2004)
- Irwin Crosthwait (1914–1981)
- Lila De Nobili (1916–2002)
- Bernard Blossac (1917–2002)
- Kenneth Paul Block (1924–2009)
- Andy Warhol (1928–1987)
- Antonio Lopez (1943–1987)